# Jaraczewo
Jaraczewo (deutsch Jaratschewo; 1939–1945 Obragrund) ist eine zum Powiat Jarociński gehörende Stadt in Polen in der Woiwodschaft Großpolen. Die Stadt ist Sitz der gleichnamigen Stadt-und-Land-Gemeinde.

## Geschichte

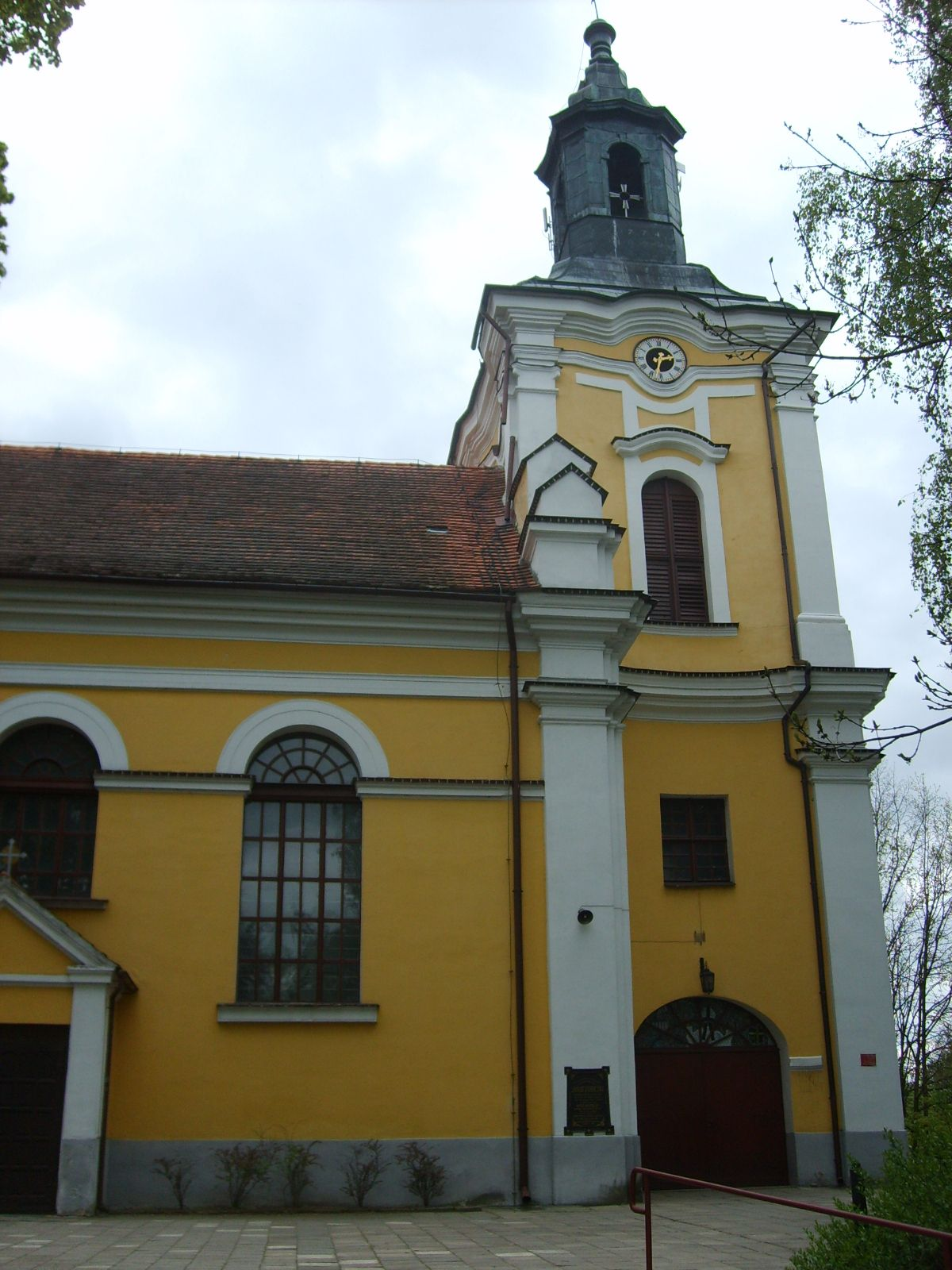
Kirche

Bis zum 16. Jahrhundert besaß Jaraczewo Stadtrechte – im Wappen befand sich eine Komposition der Tischwerkzeuge. Am 9. Februar 1945 zerbrach auf einem Feld ein amerikanischer Bomber.
Seit dem 1. Januar 2016 hat Jaraczewo wieder Stadtrechte und den Status einer Stadt-und-Landgemeinde.

## Gmina Jaraczewo
Die Stadt-und-Land-Gemeinde (gmina miejsko-wiejska) Jaraczewo besteht aus der Stadt und 20 Dörfern mit einem Schulzenamt.

## Verkehr
Die Stadt liegt an der Landesstraße 12 (droga krajowa 12). Über diese Straße können unter anderem die benachbarten Orte Jarocin und Borek Wielkopolski erreicht werden.
Der internationale Flughafen Poznań-Ławica befindet sich etwa 60 Kilometer nördlich von Jaraczewo.